# Препуциопластика
Препуциопластика (от лат. praeputium), или пластика крайней плоти, также известная, как частичный дорсальный надрез — хирургическая операция препуция или крайней плоти пениса, предназначенной для расширения узкой нераскрывающейся крайней плоти после преодоления переходного возраста.
Препуциопластика — лечение фимоза, альтернативное циркумцизии и радикальному дорсальному разрезу:
- является консервативной, нетравматичной, неагрессивной, может быть выполненной амбулаторно, под местным обезболиванием,
- имеет преимущества непродолжительности по времени, сопровождается малыми или незначительными косметическими изменениями пениса.

## Методы выполнения препуциопластики

Препуциопластика: 1 — пенис с узким фимозным кольцом, затрудняющим оголение головки; 2 — крайняя плоть, имеющая фимозное кольцо, отодвинута под анестезией и образовавшая «талию»; 3 — надрезы; 4 — пенис с расширенной крайней плотью в результате операции.

Препуциопластика может быть осуществлена посредством Z-пластики, также используемой в реконструктивной хирургии.

## Препуциопластика с применением растяжителей

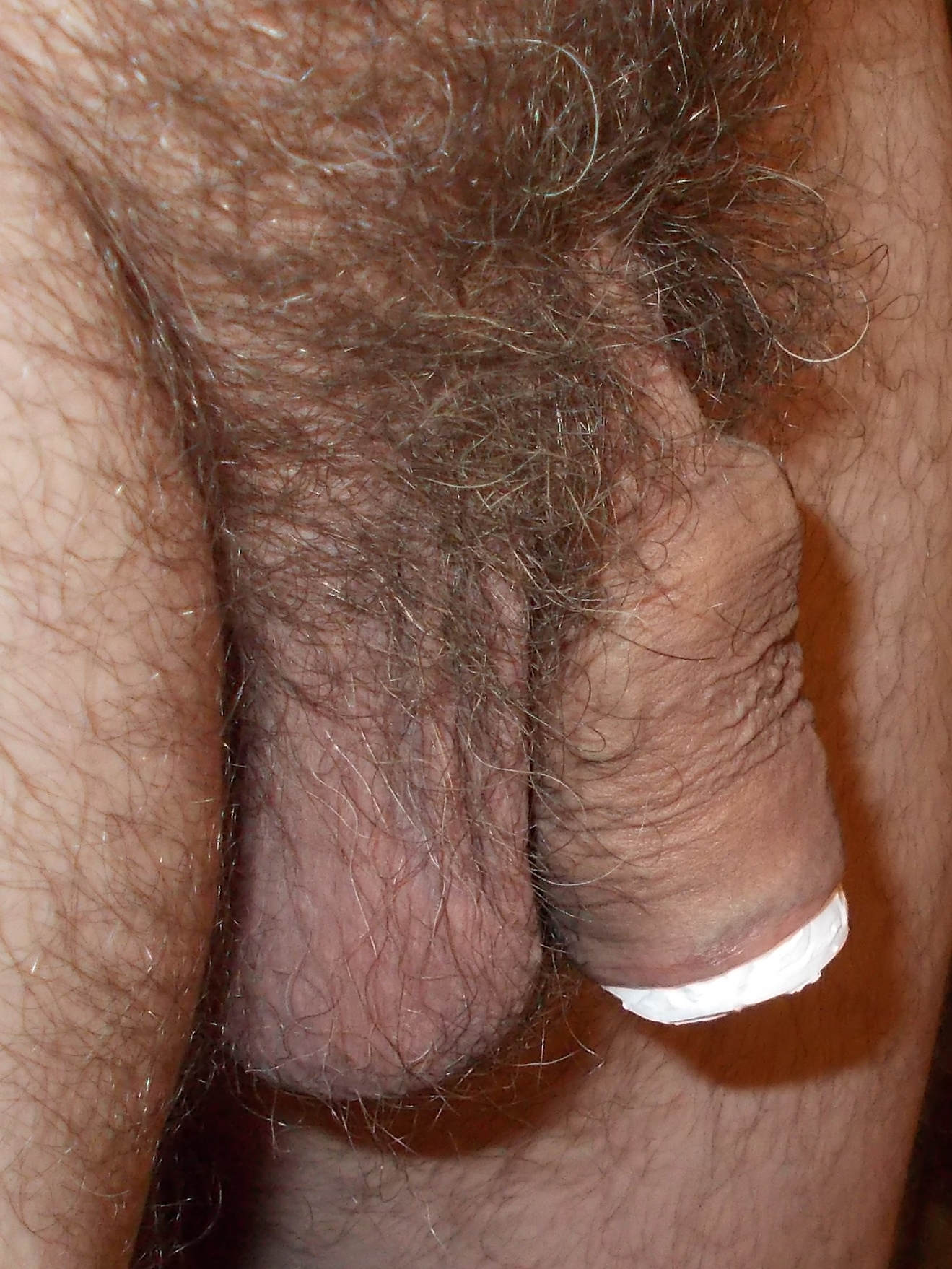
Устройство для контролируемого растяжения прохода крайней плоти

Релаксация напряжений в области примыкания рубцов к коже достигается при использовании контролируемого растяжения препуциального кольца.